# Цыж, Ян
Ян Цыж ([ˈjan ˈtsɨʃ], н.-луж. Jan Cyž, нем. Johann Ziesche, 13 января 1898 года, Журицы, Германия — 21 сентября 1985 года, Баутцен, Германия) — верхнелужицкий писатель, издатель, юрист и общественный деятель. Был председателем Лужицкой Народной Рады и старостой Баутценского административного района. Лауреат литературной премии имени Якуба Чишинского.

## Биография
Родился 13 января 1898 года в лужицкой деревне Журицы. Среднее образование получил в немецкой гимназии в пражском историческом районе Мала-Страна. Изучал юриспруденцию в Карловом университете. В 1921 году организовал 47-й молодёжный летний лагерь-фестиваль для лужицкой молодёжи под названием «Схадзованка». Защитил научную докторскую степень по юриспруденции. С 1926 года по 1932 год работал в Котбусе в филиале Лужицкого народного банка. После прихода к власти национал-социалистов за свою деятельность в лужицком национальном движении находился недолгое время в тюремном заключении. С 1934 года издавал лужицкую газету «Serbske Nowiny», помогая материально поддерживать издание до 1937 года.
Во время Второй мировой войны за свою предыдущую деятельность несколько раз подвергался тюремному заключению. В феврале 1945 года во время бомбардировки Дрездена бежал из тюрьмы. В мае 1945 года был назначен советской военной комендатурой старостой Баутценского района. В это же время занимался деятельностью над учреждением независимого лужицкого государства, участвуя в работе Лужицкой Народной Рады, в которой занимал должность председателя.
Дважды удостаивался премии имени Якуба Чишинского (в 1964 и 1999 годах).
С 1955 года издавал и редактировал лужицкую газету «Nowa doba».
Скончался 21 сентября 1985 года в Баутцене и был похоронен в семейном склепе Яна Арношта Смолера на кладбище Жидова.

## Сочинения
Писал на верхнелужицком языке.
- «Za wšědnym chlěbom. Žiwjenski wobraz serbskeho holana». Berlin: Volk und Wissen, 1957;
- «Mój sokoł. Wuběrk basnjow a prozy». Budyšin: LND, 1962
- «Jan Arnošt Smoler. Wobrys jeho žiwjenja a skutkowanja». Budyšin: LND, 1966
- «Wojowanje wo wuswobodźenje Łužicy. Za čas wulkeje bitwy wo Berlin 1945». Budyšin: LND, 1975
- «Ćernje na puću do swobody. Dopomnjenki wot nowembra 1944 co kónca meje 1945». Budyšin: LND, 1979
- «Hdyž so młody na puć podaš. Dopomnjenki z časa dźěćatstwa a młodosće hač do apryla 1926». Budyšin: LND, 1983
- «W tlamje ječibjela. Dopomnjenki na lěta 1926 do 1944». Budyšin: LND, 1984